# Justicia anisophylla
Justicia anisophylla är en akantusväxtart som först beskrevs av Mildbraed, och fick sitt nu gällande namn av R.K. Brummitt. Justicia anisophylla ingår i släktet Justicia och familjen akantusväxter. Inga underarter finns listade i Catalogue of Life.